# Лавров, Алексей Петрович (бывший епископ)
Алексей Петрович Лавров (в монашестве Се́ргий; 2 (14) февраля 1878, деревня Глазуново, Мценский уезд, Орловская епархия — 10 ноября 1937, Тобольск) — обновленческий архиепископ, до 1927 года — епископ Русской православной церкви, епископ Семиреченский и Верненский, викарий Туркестанской епархии.

## Биография
Родился 2 (14) февраля 1878 года в деревне Глазуновой Мценского уезда Орловской епархии в семье священника.

### Образование
В 1892 году окончил Первое Орловское духовное училище. В 1898 году окончил Орловскую духовную семинарию и поступил на казённый счёт в Санкт-Петербургскую духовную академию. Учась в Петербургской духовной академии, стал изучать христианство на Востоке.
В феврале 1902 года пострижен в монашество с именем Сергий и рукоположён во иеромонаха. В том же году окончил духовную академию со степенью кандидата богословия за сочинение «Учение Мальбранша о видении всех вещей в Боге» с правом соискания степени магистра богословия без нового устного испытания. Рецензент его кандидатского сочинения рекомендовал оставить его профессорским стипендиатом даже в том случае, если он занял бы в разрядном списке место ниже второго. Он окончил академию вторым в списке.

### Служение в Урмийской духовной миссии
Окончив духовную академию, иеромонах Сергий, не стал оставаться в Петербурге и писать магистерскую диссертацию, а предпочёл отправиться миссионером в Урмийскую духовную миссию и включиться в дело обращения ассирийских христиан, который тогда именовали несторианами, в православие. Отчасти такое решение было принято под влиянием профессора Василия Болотова, к тому времени уже покойного. 5 июня того же года иеромонах Сергий был назначен помощником начальника Урмийской духовной миссии.
Тогдашний начальник миссии архимандрит Кирилл (Смирнов) высоко оценил труды иеромонаха Сергия. В одном из донесений в Санкт-Петербург архимандрит Кирилл писал, что ему остаётся лишь мечтать о том, чтобы другие сотрудники миссии были такими же сильными верой, разумом, терпеливым усердием и любовной покорностью старшим, каким является иеромонах Сергий. В сентябре 1903 году возведён в сан игумена за переводческие труды.
12 (25) июня 1904 года в возрасте 26 лет назначен начальником Урмийской миссии, в связи с чем в сентябре того же года возведён в сан архимандрита. При нём в 1905 году был основан журнал «Православная Урмия», где печаталась в том числе его миссионерская публицистика.
15 (28) ноября 1913 года назначен епископом Салмасским с оставлением в должности начальника Российской духовной миссии в Урмии. 1 (14) декабря 1913 года в Санкт-Петербурге хиротонисан во епископа Салмасского. Возвращение из Санкт-Петербурга в сане епископа стало подлинным триумфом для него. 6 (19) мая 1914 года причислен к ордену святого Владимира 3-й степени.
Начавшаяся Первая мировая война серьёзно осложнила жизнь Урмийской духовной миссии, которую епископу Сергию пришлось эвакуировать с декабря 1914 по июль 1915 года в Россию (Тифлис, Тамбов, Петроград). Ходатайствовал перед Эриванским губернатором и Наместником Кавказа о оказании льгот на таможне и денежной помощи ассирийцам. Выезжал из Тифлиса в Эриванскую губернию чтобы ознакомиться с положением беженцев, размещённых в армянских и сирийских сёлах, принимал участие в собраниях Комитета помощи пострадавшим от войны. Показал себя покровителем и ходатаем за ассирийских христиан при повторной двухнедельной эвакуации. Как только миновала угроза оккупации, епископ Сергий лично отправился в Салмас, где находился штаб фронта, и привёз разрешение на возвращение беженцев в их дома. Благодаря епископу Сергию произошло сближение Русской Церкви с ассирийским патриархом Мар-Шимун XIX Биньямином. В ходе диалогов, которые епископ Сергий как начальник Урмийской миссии вёл с ним, патриарх склонился к переходу в Православную Церковь.
Вместе с тем на должности начальника Урмийской духовной миссии проявились не только таланты, но и отрицательные качества епископа Сергия. Практически все иеромонахи, приезжавшие служить в Урмийской миссии, не уживались с её начальником. Так, Ювеналий (Масловский) пробыл в Урмийской миссии восемь месяцев (конец 1903 — август 1904); Корнилий (Соболев) и Сергий (Шемелин) — чуть более больше года (осень 1904 — декабрь 1905); Алексий (Кузнецов) — полгода (весна-осень 1908); Антоний (Марценко) — около девяти месяцев (лето 1914 — весна 1915); Димитрий (Борисенко) — несколько месяцев (лето-осень 1914). Архимандрит Пимен (Белоликов), трудившийся под его началом на протяжении восьми лет, отмечал: «Мои протесты против его самоволения способствовали только моему удалению из Урмии».

### На покое
В конечном итоге жалобы на епископа Сергия и конфликт с военными чинами привели к решению отстранить его от должности начальника Урмийской духовной миссии, в связи с чем его вызвали в Петроград. До последнего момента епископ Сергий не знал о причинах вызова в Петроград, прося письменного сношения вместо личной явки.
1 (14) июля 1916 года освобождён от должности начальника Урмийской духовной миссии и назначен епископом Соликамским, викарием Пермской епархии. Оскорблённый всем существом, епископ Сергий назначения не принял и не поехал в Соликамск.
21 января (3 февраля) 1917 года был назначен на вновь образованное Семиреченское и Верненское викариатство Туркестанской епархии. Отдалённость кафедры, а также то, что его назначили не правящим архиереем, а викарием, казались ему незаслуженной участью. В Казахстан он не выехал и 2 августа того же года был уволен на покой. На этой кафедре его сменил бывший начальник Православной Миссии в Урмии Пимен (Белоликов).
После отъезда из Урмии пребывал в Тамбове, где правящим епископом был архиепископ Кирилл (Смирнов), благоволивший Сергию, но через какое-то время переехал в Киев.
Будучи заштатным епископом, он не мог участвовать в начавшемся в августе 1917 года в Москве поместном соборе, но желая донести своё мнение до общественности, выпустил в Киеве брошюру «Кризис православия, или правда о Русской Церкви». В данном сочинении епископ Сергий отрицательно оценивал восстановление патриаршества, критиковал процедуру избрания патриарха и излагал основные положения церковного обновления: замена «мёртвого» церковнославянского языка в богослужении на живой русский; пересмотр и сокращение богослужебного устава; изменение облачений и внешнего вида клириков; разрешение избирать архиереев из белого духовенства; разрешение второбрачия для вдовых священников и т. д. Епископ Сергий резюмировал: «Широкая реформа всех сторон церковной жизни — вот какая нужда стоит перед православием. Разумеется, это можно осуществить лишь в том случае, если члены церковного общества православного отрешатся от того исторического предрассудка, что будто церковь, какая она есть, во всём вечна и неизменна».

### На юге России
В декабре 1919 года переехал в контролируемый Белой армией Новороссийск, где объявил о своём переходе в Англиканскую церковь и отказе от сана епископа. Митрополит Евлогий (Георгиевский) в своих воспоминаниях характеризовал епископа Сергия как человека неуравновешенного, а переход в англиканскую церковь объяснял влиянием «революционных настроений». Временное высшее церковное управление на Юго-Востоке России, управлявшее церковной жизнью на подконтрольной Белой армии территории, своим указом запретило его в священнослужении.
В январе 1920 года принёс публичное покаяние и был восстановлен в сане епископа. Митрополит Евлогий (Георгиевский), вспоминая январь 1920 года, пишет:

Во время моего пребывания в Екатеринодаре до высшего Церковного Управления дошли сведения, что он раскаивается, и мы тогда же его воссоединили. Теперь я узнал, что он лежит в сыпном тифе, в одной из больниц для тифозных. Туда я и направился, чтобы сообщить ему о восстановлении его общения с православной церковью и принести некоторое денежное пособие. Трудно себе представить тяжёлую картину, которую я увидел… больные лежали и на койках, и под койками, и в проходах. Стоны, бред… <…> наконец, я отыскал преосвященного Сергия. Когда-то он был красивый, а теперь и не узнать: лицо искажённое, измученное, глаза мутные, губы иссохшие.
− Мой приход — весть, что Вы воссоединены, − сказал я.
− Благодарю Бога за болезнь, − зашептал он, теперь я всё понял… Как мелко, глупо то, чего я домогался…
В апреле 1920 года назначен епископом Кубанский и Екатеринодарским. Согласно данным Н. В. Кияшко, митрополит Антоний (Храповицкий) ещё в конце февраля 1920 года поручил епископу Сергию только временное управление Кубанской епархией и не назначал самостоятельным архиереем. Впоследствии стал временно управляющим Ставропольской епархией.
Хотя большинство епископата и часть священников предпочли эмигрировать, спасаясь от наступающей Красной армии, епископ Сергий остался в Екатеринодаре.
На основе агентурных данных, Кубано-Черноморская ЧК вела за ним секретное наблюдение. По доносу информаторов, 29 ноября 1920 г. помощник уполномоченного КубЧК (по политическим партиям и духовенству) произвел обыск в квартире епископа, расположенной при бывшем Епархиальном женском училище, и взял подписку о невыезде из Екатеринодара. В первых числах декабря был арестован и доставлен в тюрьму ЧК. На формальном и кратком допросе кроме обвинения в пособничестве Врангелевскому правительству у епископа Сергия интересовались отношениями с епископом Ейским Филиппом (Гумилевским). Как говорил Преосвященный, епископ Филипп «уехал в Новочеркасск на хиротонию во епископа, он будет викарным епископом Ейским и будет откомандирован для управления Ставропольской епархией согласно указу Священного Синода».
По распоряжению Секретного отдела ВЧК Самсонова, 9 декабря этапирован в Лефортовскую тюрьму. 10 января 1921 года постановлением Президиума ВЧК освобождён под подписку о невыезде из Москвы. 11 марта 1921 года постановлением президиума ВЧК приговорён к одному году высылки в Северо-Двинскую губернию. В тот же день назначен епископом Черноморским и Новороссийским.
Этапирован в город Великий Устюг, куда прибыл 19 апреля того же года. Работал в губернском статистическом бюро. В марте 1922 года, по окончании срока высылки, епископ Сергий поспешил обратно в Москву.
В мае 1922 года по ходатайству Полномочного представителя ГПУ на Юго-Востоке России ему запретили выезжать из Москвы в Новороссийск.

### В Туркестане
Через два месяца он был вновь арестован и выслан в городок Теджен, располагавшийся на Закаспийской железной дороге. Бывал наездами в Ташкенте.
Первоначально не признал обновленческого раскола. В январе 1923 года вместе с архиепископом Иннокентием (Пустынским) совершил в Ташкенте наречение архимандрита Виссариона (Зорнина) во епископа Верненского и Семиреченского, дабы не допустить захвата епархии обновленцами, однако его хиротония не состоялась.
Вскоре позиция епископа Сергия изменилась. На прошедшем 2—3 мая 1923 года в Ташкенте епархиальном съезде было единогласно постановлено возбудить ходатайство о назначении епископа Новороссийского и Черноморского Сергия управляющим Туркестанской обновленческой епархией. Сам епископ Сергий в том же месяце написал воззвание, в котором призывал благословение на только завершившийся 9 мая в Москве обновленческий поместный собор, названный им «пасхой после пасхи», предлагая себя в качестве епископа для Ташкентской обновленческой церкви. В письме к уполномоченному обновленческого ВЦУ в Ташкенте протоиерею Алексею Микулину епископ Сергий просил о переводе его с Черноморской епархии на Туркестанскую и обещал послужить делу примирения возникшей в Ташкенте церковной распри.
Однако на Ташкентскую обновленческую епархию был назначен не он, а епископ Николай Коблов. Епископ Сергий вскоре отошёл от обновленцев. При выходе его из раскола публичного покаяния не было.
12 (25) января 1925 года указом патриарха Тихона назначен епископом Семиреченским и Верненским, викарием Туркестанской епархии с поручением временно управлять Туркестанской епархией. Мартом того же года датированы первые его резолюции.
Благодаря «Смиренному Посланию к пастырям и чадам Православной Церкви Семиреченской и Туркестанской епархии, уклонившихся в обновленческий раскол» и последующим воззваниям его имя было на слуху в Средней Азии. Один за другим обновленческие священники стали подавать заявления, в которых приносили покаяние и просили принять их в «старую Церковь». При этом епископ Сергий не требовал публичного покаяния от переходящих из обновленчества.
6 декабря 1925 года епископ Сергий был арестован.

### В обновленчестве
Освобождённый из тюрьмы, епископ Сергий объявил об уходе в обновленчество. 4 февраля 1927 года по просьбе епископа Сергия его посетил уполномоченный обновленческого Священного синода по Ташкентской епархии, который сообщил в Москву: «Епископ Сергий <…> заявил мне, что никакие препятствия не в силах удержать рост нового церковного сознания в Русской Церкви, что церковная жизнь в прежних формах не может существовать в новой России, а потому он, епископ Лавров, окончательно и бесповоротно решил присоединиться к синодальному течению в русской Церкви, как понявшему и более правильно оценившему происшедший в жизни русского народа переворот и взявшему на себя подвиг обеспечить существование Церкви применительно к новым условиям».
6 февраля в газете «Правда Востока» было напечатано его «Обращение», в котором он говорил: «Настоящим обращением я аннулирую значение своих канонических посланий», которые по его словам, вызывают в нём «чувство досады и раскаяние» и уверял, что давно сочувствовал идеям нового движения и выступал публично с целью их пропаганды.
Епископ Пётр (Руднев) заметил по этому поводу: «На шабашах обычно приносили сатане раскаяние в совершении разных добродетелей. Так и г-н Лавров кается в прежней принадлежности к Церкви Христовой».
О том же он заявил 20 февраля с амвона кафедрального собора в Ташкенте на всенощном бдении, добавив: «как человек, я заявляю, что и здесь хочу и ищу свободы. Права на личную жизнь, на её устроение должно сделаться неотъемлемым для епископов».
Ожидая нового назначения, выехал в Москву. В центральный печатном органе обновленческого Синода журнале «Вестник Священного Синода Православной Русской Церкви» была опубликована его проповедь: «Суббота для человека, а не человек для субботы», произнесённая в церкви Троицкого подворья в Москве в первую неделю великого поста.
30 марта 1927 года назначен в распоряжение Сибирского областного митрополитанского церковного управления. 27 апреля того же года назначен епископом Красноярским и Енисейским, председателем обновленческого Красноярского епархиального управления. По требованию Сибирского областного церковного совета носил мирское имя Алексий.
23 ноября 1927 года на заседании Пленума обновленческого Священного Синода по докладу Комиссии о браке священнослужителей и мирян признавалась незыблемость постановлений обновленческого поместного собора 1923 года, согласно которому монашествующим епископам запрещалось снимать с себя монашество, в противном случае им грозило лишение сана. Епископа Сергия было решено запретить в священнослужении «впредь до соборного о том решения». Несмотря на подобное решение, уже в декабре того же года был назначен епископом Хакасским и Абаканским.
В марте 1929 года уволен за штат, проживал в Москве.

### Снятие сана и дальнейшая жизнь
В июле 1929 года снял сан. Занимался переводческой деятельностью.
23 июля 1931 года в ходе очередной антицерковной кампании был арестован. У него конфисковали книги на иностранных языках, наперсный крест, панагию и пообещали отпустить на свободу, если отречётся от Бога. В итоге он был приговорён к пяти годам лагерей с заменой на ссылку в Северный Урал в город Берёзов. По истечении срока ссылки вернулся в Москву, где обратился за помощью к католическому епископу Пию Эжену Невё. Сам Невё писал о Лаврове: «Я увидел бедно одетого человека. Он плакал, рассказывая о своих несчастьях, горько сожалея о том, что сделал. Супружеская жизнь не удалась, и он жил совсем один, давал частные уроки современных иностранных языков и делал переводы, чем и зарабатывал на хлеб. Потом он исчез, и я вскоре узнал, что его арестовали».
С 1934 года жил в ссылке в Тобольске. Как писал Невё: «На днях я получил от него письмо, отправленное из Тобольска 16 октября: он пишет, что его задержали на некоторое время в Берёзове (возле Оби, в пятистах километрах к югу от Обдорска) и только что отправили в Тобольск, где ему придётся остаться до мая 1936 года. Он голодает и просит о помощи: я послал ему кое-какую еду». В эти годы ассирийцы разыскали своего бывшего «абуну» и оказывали ему помощь.
18 октября 1937 года был вновь арестован и 4 ноября приговорён «тройкой» Омского УНКВД к высшей мере наказания — расстрелу. Расстрелян 10 ноября 1937 года в Тобольске вместе с группой духовенства.

## Труды
- «Пастырская свирель»: Предметы догматического и нравственного учения церкви, изложенные в форме проповедей. Ч. 1 — / Архимандрит Сергий. — Урмия : тип. Духов. миссии, 1910. — 298 с.
- Речь при наречении его во епископа // Прибавление к «Церковным Ведомостям», 1913. — № 50. — C. 2311.
- «Начало православия в Салмасе (в Персии)» // Прибавление к «Церковным Ведомостям», 1914. — № 10. — C. 544—548.
- «Урмийская Духовная миссия в 1915 году». // Прибавление к «Церковным Ведомостям», 1916, № 30, с. 754, "Приб. к «ЦВ» 1916, № 31, с. 780.
- Кризис Православия, или правда о Русской Церкви. — Киев: Типография Глезера, 1919.
- «Мое исповедание веры и выводы из него». — Киев, 1919.
- «Церковные впечатления и недоумения и мысли православного», 1919
- «Открытое заявление Украинской конторы епископов» // «Столичный голос», 1919
- «Церковная революция 1917 г. и Всероссийский Московский собор»
- «Суббота для человека, а не человек для субботы» // «Вестник Священного Синода Православной Русской Церкви» 1927, № 3(16), с. 19.